# Новоникольский (Брянская область)
Новонико́льский — бывший посёлок в Выгоничском районе Брянской области, в составе Выгоничского городского поселения. Располагался в 4 км к западу от села Паниковец, в 6 км к северо-востоку от деревни Орменка.

## История
Возник в 1910-х гг. как хутор; до Великой Отечественной войны преобладало белорусское население. До 1922 года в Кокинской волости Трубчевского уезда; в 1922—1929 в Выгоничской волости Бежицкого уезда.
До 2005 года входил в Городецкий сельсовет. Постоянное население отсутствовало с 2007 года. Исключён из учётных данных в 2011 году.
| Годы      | 1926 | 1979 | 1989 | 2002 | 2010 |
| --------- | ---- | ---- | ---- | ---- | ---- |
| Население | 363  | 22   | 3    | 3    | 0    |